# 遣耽羅使
遣耽羅使（けんたんらし）は、日本が耽羅に派遣した使節である。

## 背景・概要
耽羅の歴史的な記録としては3世紀の中国の史書『三国志』魏志東夷伝に見える州胡が初見であるが、『高麗史』地理志には倭との関係を伝える伝説も記載されており、古くから日本と交流があったらしいことが推察される。その後5世紀から6世紀にかけて、『三国史記』の記事に見えるように耽羅は百済に朝貢、服属したと見られている。
660年に百済が唐軍の侵攻によって滅亡すると、耽羅は独自の外交を展開し、同年には唐へ使いを派遣し（『唐会要』）、また661年（斉明天皇7年）には第4回遣唐使が耽羅に漂着したことを機に王子阿波伎等を日本に派遣し入貢し、以後耽羅からは678年（天武天皇7年）までの間に公式記録に残るだけで計9次の使節が日本を訪れ、679年（日本:天武天皇8年、新羅:文武王元年）に新羅に服属するまで朝貢を続けた。また白村江の戦いの降伏者を示した記録に「耽羅国使」が確認できることからこの時期の耽羅は日本とともに百済救援の行動を起こしていたと見られている。
日本への入貢に対し、679年（天武天皇8年）と684年（天武天皇13年）には日本から耽羅への使者が派遣されている。初回の使者は不明であるが、684年（天武天皇13年）10月の使者については、大使犬養連手纏、小使川原連加尼と『日本書紀』巻29に記録されている。両者とも新羅への遣使の副次として送られたもので、前者は耽羅の新羅への臣属を黙認するもの、後者は小高句麗国の新羅への併合を受けての動向探索のためと推察されている。
更に688年（持統天皇2年）と693年（持統天皇7年）にも耽羅からの使者が来日しているが、既に正規の国交を維持する状況になかったためか、入京できずに大宰府で留められている。